# Grapsicepon messoris
Grapsicepon messoris är en kräftdjursart som först beskrevs av Robby August Kossmann 1880.  Grapsicepon messoris ingår i släktet Grapsicepon och familjen Bopyridae. Inga underarter finns listade i Catalogue of Life.